# Вали (должность)

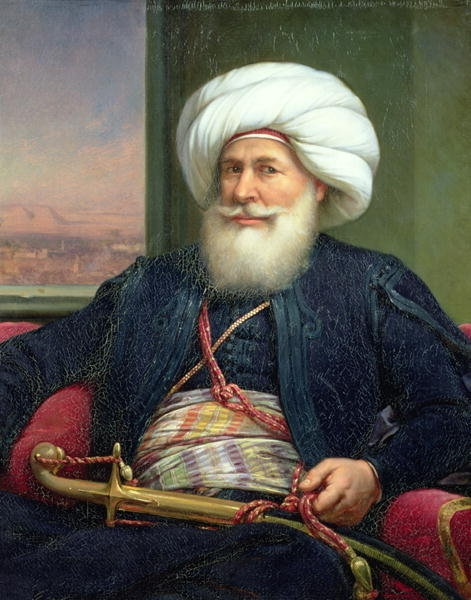
Вали Египта Мухаммед Али

Вали́ (араб. الوالي‎ или والٍ‎) — должность в администрации исламских стран, соответствующая должности наместника провинции или другой административно-территориальной единицы, на которые делится регион либо государство.
Должность известна с VII века, с самого начала складывания исламского государственного аппарата. Вали были наместниками халифов во вновь завоёванных землях и ими непосредственно назначались. Впоследствии, по мере ослабления центральной власти, вали получили значительную автономию и некоторые из них стали родоначальниками независимых мусульманских династий.
В Позднее Средневековье и Новое время вали назывались наместники (губернаторы) провинций Оттоманской империи, а сами провинции получили название вилайетов. В Египте Мухаммед Али и его наследники, до того как принять титул хедив, использовали в 1805—1866 годах титул вали.
В настоящее время термин вали как название должности управляющего провинцией используется в ряде исламских стран, в том числе в Афганистане, Алжире, Марокко, Омане, Тунисе, Турции и Туркменистане.